# Edward Bagnall Poulton
Sir Edward Bagnall Poulton, FRS (27 de gener de 1856 – 20 de novembre de 1943) fou un biòleg evolutiu britànic que defensà tota la seva vida la selecció natural, durant un període en el qual molts científics com Reginald Punnett dubtaven de la seva importància. Va inventar el terme «simpatria» per l'evolució d'espècies al mateix lloc, i en el seu llibre The Colours of Animals (1890) fou el primer a reconèixer la selecció dependent de la freqüència.
Poulton també és recordat pel seu treball pioner sobre la coloració animal, per la invenció del terme aposematisme per la coloració d'advertiment i pels seus experiments amb la «coloració protectiva» (camuflatge).
Poulton esdevingué Hope Professor of Zoology a la Universitat d'Oxford l'any 1893.

## Biografia
Entre 1873 i 1876, Poulton estudià al Jesus College d'Oxford (Anglaterra) sota la tutela de George Rolleston i l'entomòleg antidarwinià John Obadiah Westwood. Es graduà en Ciències naturals. Va mantenir una relació amb la universitat durant setanta anys com a investigador, professor i fellow fins a la seva mort. Era conegut per ser un generós benefactor.

## Premis i honors
- Membre de la Royal Society, juny de 1889[5]
- Medalla Darwin, 1914
- Medalla linneana per la Societat Linneana de Londres, 1922. La va presidir de 1912 a 1916
- Knight Bachelor, 1935[6]
- President de la British Association for the Advancement of Science (BAAS), 1937

## Obra
Poulton publicà més de 200 treballs al llarg de seixanta anys.
- Poulton, E.B. 1890. The Colours of Animals: Their Meaning and Use, Especially Considered in the Case of Insects. Kegan Paul, Londres.
- Poulton, E.B. 1896. Charles Darwin and the Theory of Natural Selection.
- Poulton, E.B. 1904. What is a Species? (gener de 1904) Proc. Ent. Soc. Lond. 1903.
- Poulton, E.B. 1908. Essays on Evolution. Londres, Cassell.
- Poulton, E.B. 1915. Science and the Great War: The Romanes Lecture for 1915 Clarendon Press, Oxford.